# Frank Bonsall
Pour les articles homonymes, voir Bonsall.
Frank Featherstone Bonsall (31 mars 1920 Crouch End, Londres – 22 février 2011 Harrogate) est un mathématicien britannique, qui travaille dans le domaine de l'analyse.

## Biographie
Bonsall est né en 1920, le plus jeune fils de Wilfred C Bonsall et Sarah Frank. Son frère aîné était Arthur Bonsall (en), figure des services secrets britanniques à Bletcley Park.
Il est diplômé de Bishop's Stortford College (en) en 1938, et a étudié au Merton College, à Oxford.
Il a servi durant la Seconde Guerre mondiale, dans le corps des Royal Engineers, et en Inde, de 1944 à 1946.
Il a épousé Gillian Patrick, en 1947. Il a enseigné à l'Université d'Édimbourg à partir de 1947 à 1948, puis il a été professeur associé à l'Université d'État de l'Oklahoma de 1950 à 1951. Il a ensuite enseigné à l'Université de Newcastle, avec Werner Wolfgang Rogosinski (en) dans les années 1950; il a été professeur invité à l'Université Yale et il a enseigné à l'Université d'Édimbourg, de 1963 à 1984. En dépit de ne pas avoir de doctorat, Bonsall a supervisé de nombreux candidats au doctorat qui l'ont surnommé affectueusement "FFB". Après son départ à la retraite, Bonsall et sa femme ont déménagé à Harrogate.
Bonsall et son épouse étaient des randonneurs aguerris. Il a écrit deux articles pour le Scottish Mountaineering Club sur la définition d'un Munro.

## Prix et distinctions
En 1966, il a reçu le Prix Berwick de la London Mathematical Society. En 1966 il est élu Fellow de la Royal Society of Edinburgh, dont il a été de 1976 à 1977 le Président, et en 1970 de la Royal Society.

## Publications
- Compact linear operators, Yale University, Dept. of Mathematics, 1967
- Frank F. Bonsall, John Duncan, Numerical ranges of operators and normed spaces and of all elements of normed algebras, London Mathematical Society, 1971
- Frank F. Bonsall, J. Duncan, Numerical ranges II, Cambridge univ. press, 1973
- Frank F. Bonsall, J. Duncan, Complete normed algebras, 1973[8]
- Lectures on some fixed point theorems of functional analysis, Tata Institute of Fundamental Research, Bombay 1962, en ligne, pdf